# Sable (catch)
Rena Marlette Lesnar (anciennement Mero, née Greek, le 8 août 1967 à Jacksonville en Floride) est un mannequin, une actrice et une ancienne catcheuse professionnelle américaine ayant travaillé à la World Wrestling Entertainment (WWE) sous le nom de Sable.
Après avoir incarné une catcheuse heel et avoir quitté la compagnie, Mero réclame 110 millions de dollars à la fédération, citant des cas de harcèlement sexuel et des conditions de travail dangereuses. En 2003, elle retourne à la World Wrestling Entertainment (WWE), période durant laquelle elle engage une storyline avec Torrie Wilson et une autre storyline en tant que maîtresse de Vince McMahon. En 2004, elle quitte la compagnie pour passer plus de temps avec sa famille.
Hormis sa carrière dans le catch, Mero s'expose trois fois dans le magazine Playboy et tourne également dans certains films et séries télévisées incluant Pacific Blue. Elle apparaît également dans le film Corky Romano.

## Biographie
Rena Greek est née à Jacksonville, en Floride (États-Unis) en 1967. Enfant, elle s'intéresse à la gymnastique, l'équitation et le softball. Après avoir remporté son premier concours de beauté à douze ans, elle devient mannequin en 1990 et travaille pour des sociétés comme L'Oréal, Pepsi et Guess.
Elle épouse Wayne Richardson en 1986. Le couple a une fille nommée Mariah née en 1988. Ils restent mariés jusqu'au décès de Richardson dans un accident de voiture lié à l'alcool en 1991. Elle rencontre ensuite en 1993 son second mari, le catcheur professionnel et ancien boxeur Marc Mero, qui travaillait à la World Championship Wrestling en tant que Johnny B. Badd. La même année, elle subit une augmentation mammaire. Un an après avoir épousé Mero, elle commence sa carrière de catcheuse à la World Wrestling Federation. Après son divorce avec Marc Mero en 2004, elle commence à fréquenter Brock Lesnar, avec qui elle se fiance la même année. Leur engagement est annulé début 2005, mais ils s'engagent de nouveau en janvier 2006. Ils sont maintenant mariés et ont un fils nommé Turk né en juin 2009 et un autre nommé Duke en 2010.

## Carrière

### World Wrestling Federation (1996-1999)
Rena Mero fait ses débuts à la World Wrestling Federation sous le nom de Sable à WrestleMania XII en mars 1996 où elle escortait Hunter Hearst Helmsley pour un match face à The Ultimate Warrior qui faisait ici son premier match à la WWF depuis 1992.
La première storyline majeure de Mero implique son mari qui fait ses débuts à WrestleMania XII en tant que Wildman Marc Mero. L'histoire commence lorsque Marc Mero observe qu'elle est maltraitée par Helmsley en coulisse, amenant Marc Mero à l'attaquer et à prendre Sable comme valet. Elle reste auprès de lui jusqu'à sa blessure en 1997.
Entre 1997 et le retour de Marc Mero en 1998, Sable devient populaire. Dans le scénario suivant, Marc Mero (maintenant connu sous le nom Marvelous Marc Mero) revient et devient jaloux de sa popularité. Ils entrent ensuite en rivalité avec Luna Vachon et The Artist Formerly Known As Goldust, qui atteint son apogée dans un match à WrestleMania XIV que le couple remporte grâce à Sable qui fait le tombé sur Luna. Lors de l'évènement suivant, Unforgiven 1998, Sable perd contre Luna dans un « match en robe de soirée » (Evening Gown match) après avoir été distraite par Marc Mero. À la suite de cette défaite, Sable provoque Marc Mero pour un match qu'elle remporte. Sable s'éloigne de "Marvelous" Marc Mero, qui commence une storyline avec Jacqueline, qui fait ses débuts en tant que nouveau manager de Marc, qui a pour résultat de créer une rivalité entre les deux femmes.
Elles s'affrontent lors d'un concours de bikini en juillet à Fully Loaded 1998 que Sable remporte. Mais lors du Raw suivant, elle est disqualifiée car Vince Mcmahon a jugé que le bodypainting ne consiste en aucun cas un bikini. Jacqueline est déclarée vainqueur, en réponse de quoi Sable fait un double doigt d'honneur à McMahon.
À SummerSlam 1998, Sable et son partenaire mystère (Edge qui débute à la fédération), battent Marc Mero et Jacqueline dans un match par équipe mixte. Le même mois, elle devient membre du clan Oddities (en) qu'elle quittera lorsqu'elle et Luna deviendront rivales pour le titre féminin.
Sable et Jacqueline s'affrontent ensuite le 21 septembre à Raw pour le titre féminin de la WWF récemment rétabli. Jacqueline décroche le titre après une intervention de Marc Mero. Elle prend sa revanche le 15 novembre à Survivor Series 1998 en remportant le titre.
Sable débute ensuite une storyline où elle est forcée de jouer le rôle d'une subalterne de Vince et Shane McMahon, mais le scénario tourne court.
En 1999, dans le cadre d'un nouveau scénario, Sable est attaquée par une femme masquée nommée Spider-Dame, qui s'avère être Luna. Sable la bat ensuite dans un strap match au Royal Rumble 1999 pour conserver le titre féminin grâce à une attaque d'une admiratrice (Tori) sur Luna. Après Royal Rumble, Rena Mero fait la couverture du numéro d'avril 1999 du magazine Playboy. Le numéro sera l'un des plus vendus du magazine. En s'appuyant sur cette publication, le personnage devient heel avec un égo surdimensionné. À cette période, elle défend rarement son titre et est en rivalité avec Tori et Luna Vachon (qui avait tourné face). Son slogan est alors « This is for all the women who want to be me and all the men who come to see me » (« Ceci est pour toutes les femmes qui veulent être moi et tous les hommes qui viennent me voir » accompagné d'une danse dry sex appelée « the grind ». La rivalité avec Tori les conduit à un match à WrestleMania XV pour le titre féminin où Nicole Bass fait ses débuts en tant que garde du corps de Sable et l'aide à gagner le match. Sable garde le titre pendant presque 6 mois, mais le 10 mai 1999, Debra remporte le titre féminin dans un « match en robe de soirée ». Normalement, dans ce type de match, la gagnante est celle qui enlève de force la robe de son adversaire, ce que Sable a fait. Cependant dans le cadre du scénario, le commissaire de la WWF, Shawn Michaels, décide que c'est celle qui perd sa robe qui remporte le match, ce qui fait de Debra la nouvelle championne. Hors caméra, Sable était alors en litige avec la WWF, raison pour laquelle elle a été privée de son titre.

### Après la WWF (1999-2001)
En juin 1999, Rena Mero dépose une plainte contre la compagnie pour harcèlement sexuel et des conditions de travail non sécuritaires et réclame 110 millions $. Elle affirme avoir déposé plainte après avoir refusé d'apparaître seins nus et de participer à des storylines qu'elle jugeait obscènes et dangereuses,. Le conflit a finalement été réglé à l'amiable en août 1999, elle est libérée de son contrat, conserve les recettes de ses apparitions dans Playboy mais ne peut plus utiliser le nom de Sable qui reste la propriété de la WWF (tous les détails de l'accord ne sont pas dévoilés). Après son départ, elle fait une apparition dans le public de Nitro, une émission de la World Championship Wrestling.
En septembre, elle fait de nouveau la couverture du magazine Playboy, cette fois sous son vrai nom et devient ainsi la première femme à avoir été deux fois au cours de la même année sur la couverture du magazine.
Elle fait ensuite des apparitions dans les émissions The Howard Stern Show et Late Night with Conan O'Brien. Elle apparait également à la télévision dans les séries First Wave et Sydney Fox, l'aventurière et dans les films Corky Romano et Ariana's Quest. Elle sort son autobiographie, intitulée Undefeated en août 2000 et devient une inspiration principale pour l'héroïne d'un comic book intitulé The 10th Muse. Les 13 et 14 novembre 2001, elle apparait à la nouvelle fédération de Jimmy Hart, la X Wrestling Federation (XWF), dans un rôle de chief executive officer.

### Retour à la World Wrestling Entertainment (2003-2004)

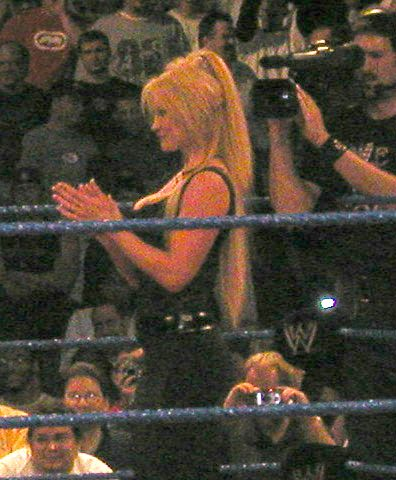
Sable en 2003.

Mero retourne à la World Wrestling Entertainment (anciennement World Wrestling Federation) le 3 avril 2003 à WWE SmackDown, et reprend son rôle de heel en tant que Sable.
Elle commence une histoire avec Torrie Wilson qu'elle suit lors de ses matchs et apparaît à ses côtés lors des séquences en coulisse. Elles font équipe le 1er mai 2003 à SmackDown mais perdent leur match face à Dawn Marie et Nidia car Sable refuse de combattre.
Elles s'affrontent ensuite à Judgment Day 2003 lors d'un concours de bikini. Bien que Sable ait obtenu le plus d'applaudissement, Tazz qui était l'invité spécial déclare Wilson vainqueur. Après le match, Wilson embrassa Sable avant de quitter le ring. Elle se venge de la décision de Tazz au smackDown suivant.
Elle commence ensuite une rivalité avec Stephanie McMahon dans un scénario qui la prétendait maîtresse de son père, Vince McMahon. Elle devient l'assistante de Stephanie, contre le gré de celle-ci. Elles participent à plusieurs matchs, notamment une bataille de nourriture, une bagarre sur le parking où le soutien-gorge de Sable est arraché, montrant sa poitrine nue à la télévision en direct, et un match dans lequel Sable frappe Stephanie avec un presse-papiers. Elles s'affrontent ensuite à Vengeance 2003 lors d'un match sans décompte extérieur que Sable remporte grâce à une intervention d'A-Train. Elle l'accompagne lors de SummerSlam 2003 dans son match contre The Undertaker qu'il perd.
Après le match, The Undertaker permet à Stephanie McMahon de s'attaquer à Sable, ce qui conduit Vince McMahon à décider de se débarrasser de sa fille. Il propose alors un "I Quit" match à No Mercy l'opposant lui et Sable à Stephanie et Linda McMahon, match qu'ils remportent ce qui fait perdre à Stephanie son poste de manager générale.
Elle devient ensuite brièvement face lorsqu'elle apparait en couverture de Playboy pour la troisième fois de sa carrière. Elle y apparaît avec Torrie Wilson, faisant d'elles les premières divas de la WWE à poser ensemble dans le magazine. En lien avec cette publication, les deux femmes commencent une rivalité avec deux catcheuses de Raw, Stacy Keibler et Miss Jackie. Les deux équipes s'affrontent à WrestleMania XX dans un « match en robe de soirée Playboy » (Playboy evening gown match), mais les divas commencent le match en sous-vêtements, ce qui le transforme en « match de lingerie ». Sable et Wilson sortent victorieuses.
Après ce match, Sable devient à nouveau heel et s'engage dans une nouvelle rivalité avec Torrie Wilson qui aboutit à un match à The Great American Bash 2004, qu'elle remporte.
Elle apparaît une dernière fois à la WWE à SmackDown le 29 juillet 2004 lors d'un « match de lingerie » face à Torrie Wilson, Miss Jackie et Dawn Marie.
Le 10 août 2004, le site internet officiel de la WWE annonce que Sable se sépare de la fédération. Mero explique qu'elle a quitté la compagnie pour passer plus de temps avec sa famille.

## Palmarès
- World Wrestling Federation
  - 1 fois WWF Women's Championship en 1998[35]
  - Slammy Award de la personne la mieux habillée (Dressed to Kill) en 1997[36]
  - Miss Slammy en 1997[36]
- Wrestling Observer Newsletter
  - Pire gimmick de l'année (Worst Gimmick Of The Year) en 1998 avec Oddities[37]

## Vie privée
- Rena a épousé Wayne W. Richardson en 1987. Ils ont eu une fille nommée Mariah née en 1988, et sont restés mariés jusqu'à la mort de Richardson dans un accident de la route en état d'ébriété en 1991.
- Elle a rencontré son deuxième mari, le lutteur professionnel et ancien boxeur Marc Mero, en 1993. Après avoir épousé Mero en 1994, elle a fait irruption dans le secteur de la lutte par le biais de la WWE. Avant que le couple ne divorce en 2004, elle a commencé à sortir avec le lutteur professionnel Brock Lesnar.
- Elle s'est fiancée à Brock Lesnar en 2005 et le couple s'est marié en 2006. Ensemble, ils ont deux garçons, Turk, né en 2009 et Duke, né en 2010[38].